# De Bassus Schlossbrauerei

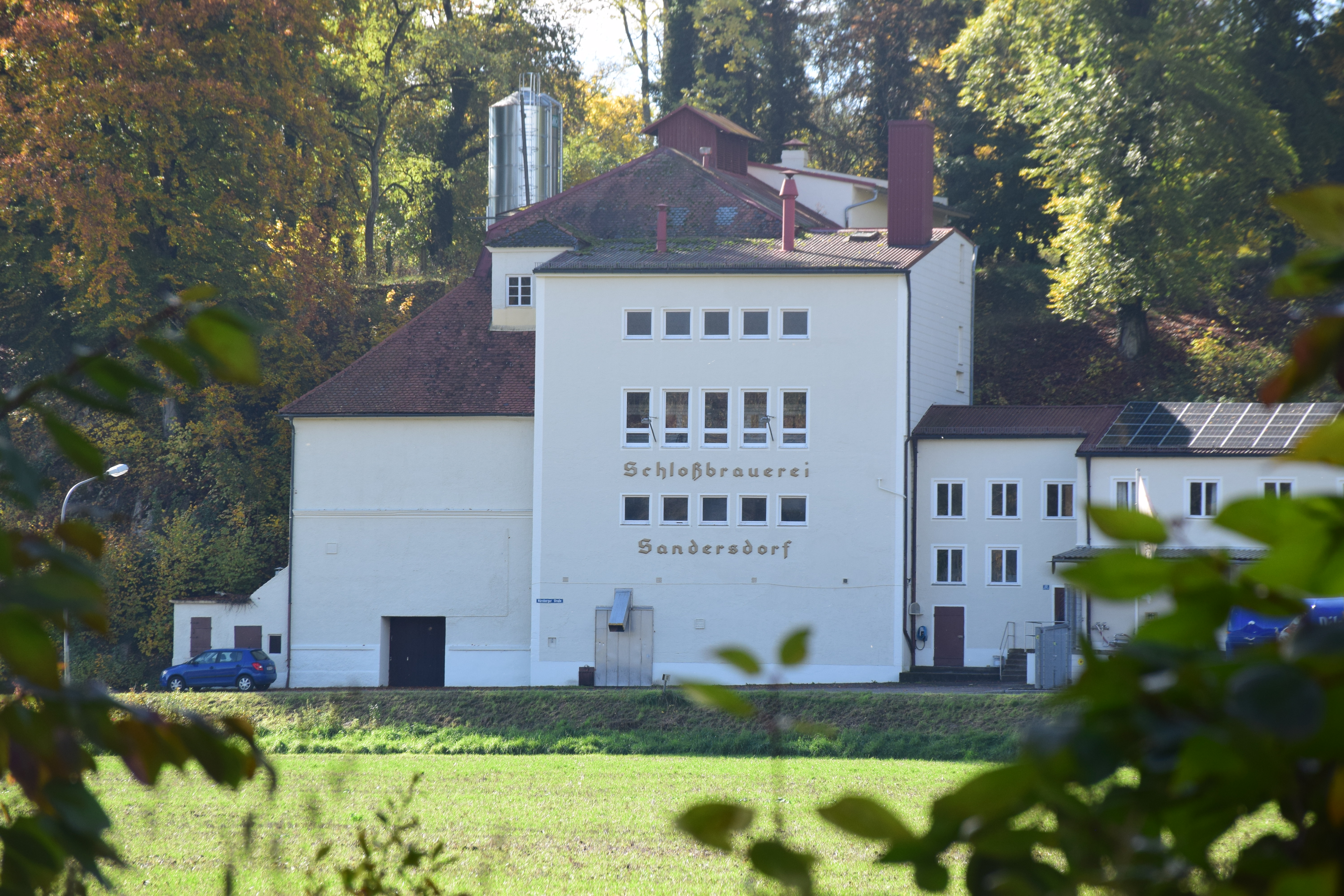
Brauereigebäude

Die De Bassus Schlossbrauerei GmbH ist eine Brauerei in Altmannstein-Sandersdorf (Bayern). Die Brauerei geht auf das Jahr 1550 zurück. Unter der heutigen Firma besteht das Unternehmen seit 2019.

## Geschichte
Im Schloss Sandersdorf wird seit 1550 Bier gebraut. Damals war die Festung noch im Besitz der Muggenthaler. Im Jahr 1650 waren Schloss und Brauerei im Besitz von Johann Jakob Lossius, welcher im Jahr 1675 beides an Dominikus de Bassus vererbte. Bis 1946 war die Brauerei direkt im Schloss untergebracht, dann siedelte man aus Platzgründen an den heutigen Standort unterhalb des Schlosses an den Ortseingang.
Ab 1995 wurde die Brauerei an verschiedene private Unternehmer verkauft. 
Zum 1. Januar 2019 wurde die Brauerei an die Abensberger Brauerei zum Kuchlbauer verkauft. Die neuen Geschäftsführer Jacob Horsch und sein Vater Leonhard Salleck brauen unter dem alten Namen und dem alten Wappen seit 2020 ausschließlich Bio-Bier. Seit der Übernahme wird eine Sorte gebraut, das Sandersdorfer Bio Hell. Gleichzeitig wurde die Fass- und Flaschenabfüllung nach Abensberg verlegt.